# Ångermanlands domsaga (-1811)
Ångermanlands domsaga var en domsaga i Västernorrlands län. Domsagan bildades 1671 och delades 1811 upp i  Södra Ångermanlands domsaga och Norra Ångermanlands domsaga. Under perioden 1756 till 1788 var domsagan uppdelad i Ångermanlands norra domsaga och Ångermanlands södra domsaga.
Domsagan lydde först under Svea hovrätt.

## Tingslag
från 1697
- Nora och Gudmundrå tingslag till 1757
- Gudmundrå tingslag från 1757
- Nora tingslag från 1757
- Säbrå tingslag
- Boteå tingslag
- Sollefteå tingslag
- Ramsele tingslag
- Nätra tingslag
- Nordingrå tingslag
- Själevads tingslag
- Arnäs tingslag
- Åsele tingslag
- Nordmalings tingslag från 1788